# Fix (personnage)
Pour les articles homonymes, voir Fix.
Fix est un personnage du Tour du monde en quatre-vingts jours de Jules Verne.

## Le personnage
Cet homme est un détective anglais qui, alléché par la prime offerte pour la capture du voleur de la Banque d'Angleterre, est chargé d'en retrouver le voleur. La description de ce dernier lui fait vite soupçonner, en voyant Phileas Fogg, que les deux hommes ne font qu'un et que le gentleman n'a accepté le pari de faire le tour du monde en un temps donné que pour masquer sa fuite à l'étranger. Doté d'une obstination hors du commun, Fix attend le voyageur de pied ferme à Suez. Mais le mandat d'arrêt n'étant pas arrivé, il se décide à suivre Fogg dans son périple. Tentant par tous les moyens de retarder le gentleman, il ira jusqu'à enivrer Passepartout à Hong Kong et se réjouit de la tempête qui assaille le Rangoon, malgré le mal de mer qu'il en ressent.
Changement de tactique sur le sol américain. Fix fait tout ce qu'il faut pour rendre le voyage plus rapide, sentant bien que l'heure du retour en Grande-Bretagne approche. Là, il pourra enfin arrêter le gentleman sans avoir à attendre ce maudit mandat d'arrêt.
Tout au long de cette course, Fogg ne semble pas s'apercevoir des manigances du détective et lui offre obligeamment, à chaque étape, son aide pour obtenir une place sur les navires qu'il emprunte. Certes, il arrive parfois à Fix de se poser des questions devant l'attitude du gentleman, continuant imperturbablement sa révolution autour de la  terre, et d'avoir des doutes sur sa culpabilité dans le vol de la Banque. Cependant, sa conscience professionnelle reprend vite le dessus et, arrivé au terme du voyage, alors que Phileas Fogg découvre qu'il n'a que quelques instants pour prendre un train, il l'arrête. Mais, quelques heures plus tard, le détective revient se confondre en excuses, ayant appris que le véritable voleur venait d'être appréhendé. Fogg, se départant alors de son flegme, lui décoche ses deux poings dans la figure. Plus tard, lorsqu'il s'aperçoit de son erreur dans le calcul du temps et de sa victoire, le gentleman, incapable d'en vouloir au détective, lui enverra une prime de cinq cents livres.

## Citations
- « L'autre était un petit homme maigre, de figure assez intelligente, nerveux, qui contractait avec une persistance remarquable ses muscles sourciliers. À travers ses longs cils brillait un œil très vif, mais dont il savait à volonté éteindre l'ardeur »[2].

- « Monsieur le consul, répondit dogmatiquement l'inspecteur de police, les grands voleurs ressemblent toujours à d'honnêtes gens. Vous comprenez bien que ceux qui ont des figures de coquins n'ont qu'un parti à prendre, c'est de rester probes, sans cela ils se feraient arrêter. Les physionomies honnêtes, ce sont celles-là qu'il faut dévisager surtout. Travail difficile, j'en conviens, et qui n'est plus du métier, mais de l'art »[3].

## Sources
- Pour créer la figure du détective Fix, Jules Verne s'est visiblement inspiré, sur un ton léger, du Javert des Misérables[4]. Plus tard, la face tragique du personnage hugolien réapparaîtra dans le portrait du chef de police Rip, attaché à la perte des Canadiens français en révolte, dans Famille-sans-nom.

## Filmographie
- Interprètes du personnage à l'écran :
  - Robert Newton dans le film de Michael Anderson en 1956.
  - Roger Carel dans une mini-série télévisée française de 1975.
  - Jean-Pierre Darras dans un téléfilm d'André Flédérick en 1979.
  - Peter Ustinov dans une mini-série télévisée de Buzz Kulik en 1989.
  - Ewen Bremner dans la version de Frank Coraci en 2004.